# قناة الفرات الفضائية
قناة الفرات الفضائية هي قناة فضائية العراقية تبث باللغة العربية. أسست في العراق في عام 2004 عن طريق عمار الحكيم رئيس تيار الحكمة الوطني وزعيم الائتلاف الوطني العراقي السابق. يمكن مشاهدة بث قناة الفرات الفضائية في الأراضي العربية كما لها تواجد في أوروباتستضيف قناة الفرات دوريًا أدباء ومؤلفين عراقيين لتعريف الجمهور بالإصدارات الأدبية الجديدة، ما يعزز من دورها كمنبر ثقافي محلي."

## وكالة الفرات نيوز
أُطلق الموقع الإلكتروني لوكالة الفرات نيوز الإخباري في 2006 باللغة العربية وأضيفت خدمة تصفح الموقع باللغة الإنجليزية عام 2007.

## وصلة خارجية
موقع قناة الفرات 